# Емма Рібом
Емма Рібом (швед. Emma Ribom) — шведська лижниця, чемпіонка та медалістка чемпіонату світу.
Золоту медаль чемпіонки світу Рібом виборола в командному спринті на світовій першості 2023 року в словенській Планиці у парі з Йонною Сундлінг. В особистому спринті вона фінішувала другою,  поступившись лише своїй партнерці по командному спринту. Крім того, вона виборола бронзову медаль в естафеті.

## Результати за кар'єру
Усі результати наведено за даними Міжнародної федерації лижного спорту.

### Чемпіонати світу
| Рік  | Вік | 10 км індивідуальні пер. | 15 км скіатлон | 30 км мас-старт | Спринт | 4 × 5 км естафета | Командна першість спринт |
| ---- | --- | ------------------------ | -------------- | --------------- | ------ | ----------------- | ------------------------ |
| 2021 | 23  | —                        | 18             | 14              | —      | —                 | —                        |

### Кубки світу

#### Підсумкові місця в Кубку світу за роками
| Сезон | Вік | Місце в дисципліні | Місце в дисципліні | Місце в дисципліні | Місце в дисципліні | Місце в Скі Тур | Місце в Скі Тур | Місце в Скі Тур | Місце в Скі Тур   |
| Сезон | Вік | Загалом            | Дистанція          | Спринт             | Ю-23               | Nordic Opening  | Тур де Скі      | Скі Тур 2020    | Фінал Кубка світу |
| ----- | --- | ------------------ | ------------------ | ------------------ | ------------------ | --------------- | --------------- | --------------- | ----------------- |
| 2019  | 21  | 97                 | 84                 | 75                 | 21                 | —               | —               | Н/Д             | —                 |
| 2020  | 22  | 23                 | 23                 | 20                 | 4                  | 26              | НФ              | 9               | Н/Д               |
| 2021  | 23  | 17                 | 18                 | 15                 | Н/Д                | 11              | 21              | Н/Д             | Н/Д               |

#### П'єдестали в особистих дисциплінах
- 1 п'єдестал – (0 КС, 1 ЕКС )

| № | Сезон   | Дата         | Місце пров.            | Перегони        | Рівень           | Місце |
| - | ------- | ------------ | ---------------------- | --------------- | ---------------- | ----- |
| 1 | 2020–21 | 9 січня 2021 | Val di Fiemme (Італія) | 1,3 км спринт К | Етап Кубка світу | 3-тє  |

#### П'єдестали в командних дисциплінах
- 3 п'єдестали – (3 Ес)

| № | Сезон   | Дата           | Місце пров.            | Перегони              | Рівень      | Місце | Тов. по команді               |
| - | ------- | -------------- | ---------------------- | --------------------- | ----------- | ----- | ----------------------------- |
| 1 | 2019–20 | 22 грудня 2019 | Ліллегаммер (Норвегія) | Естафета 4 × 5 км К/В | Кубок світу | 3-тє  | Rönnlund / Калла / Lundgren   |
| 2 | 2020–21 | 24 січня 2021  | Лахті (Фінляндія)      | Естафета 4 × 5 км К/В | Кубок світу | 2-ге  | Калла / Modig / Андерссон     |
| 3 | 2021–22 | 5 грудня 2021  | Ліллегаммер (Норвегія) | Естафета 4 × 5 км К/В | Кубок світу | 2-ге  | Карлссон / Андерссон / Olsson |